# Paróquia da Igreja da Inglaterra

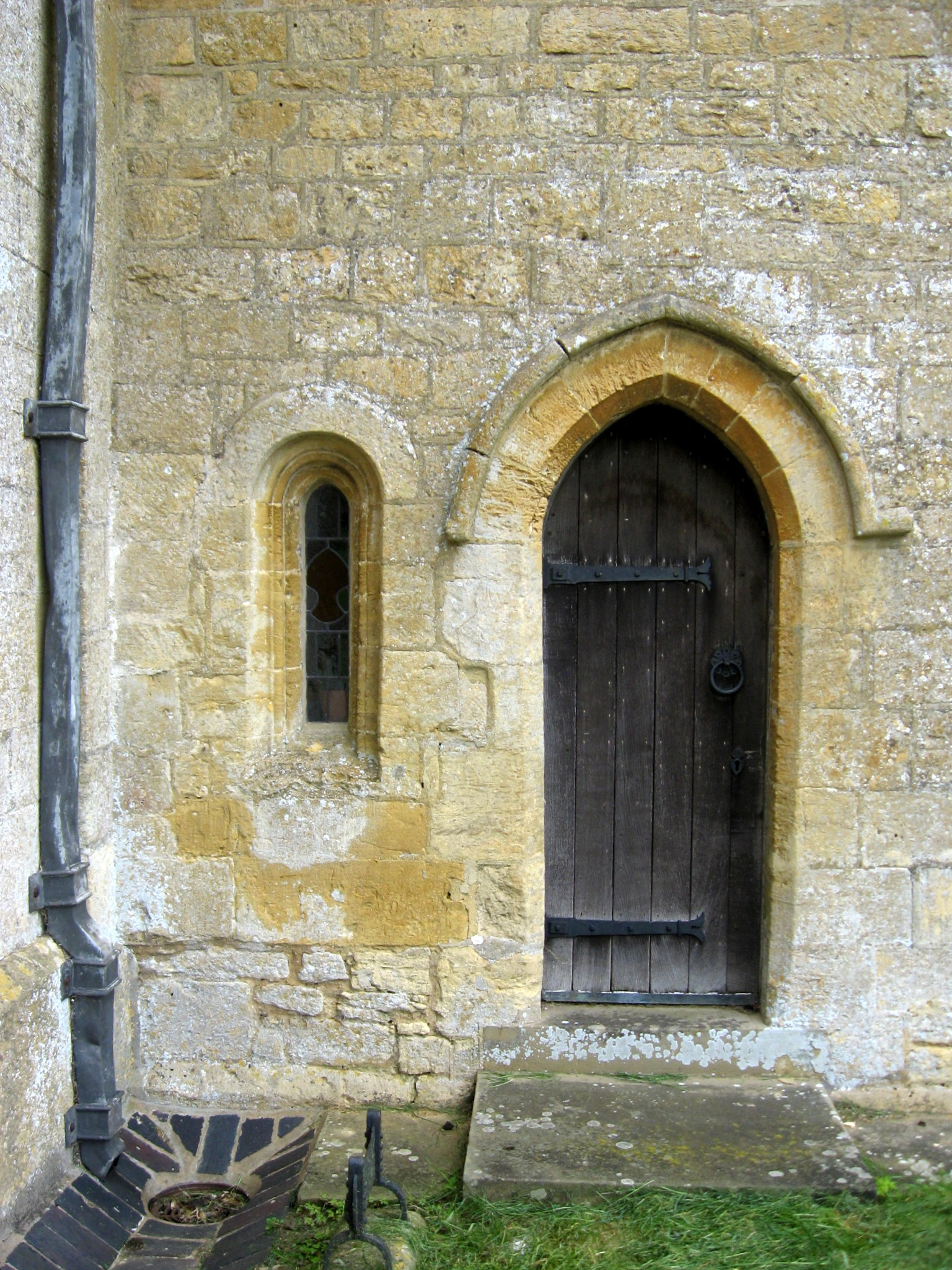
Porta e janela do século XII da paróquia de Guiting Power, Gloucestershire.

Uma paróquia da Igreja da Inglaterra é a igreja que funciona como centro religioso para a população dentro da menor e mais básica subdivisão administrativa da Igreja Anglicana.
Na Inglaterra existem paróquias tanto para a Igreja da Inglaterra quanto para a Igreja Católica Romana. Referências feitas a uma 'paróquia' ou 'igreja paroquial', no entanto, que não mencionem a denominação, certamente estarão se referindo às paróquias da religião do Estado.
A Igreja da Inglaterra é composta de paróquias, cada qual fazendo parte de uma diocese. Cada região do país pertence tanto a uma paróquia quanto a uma diocese. Estas paróquias eclesiásticas não mais são equivalentes às paróquias civis, dos governos locais. Cidades maiores, mesmo aquelas que têm catedrais, ainda têm paróquias eclesiásticas.
Cada paróquia é administrada por um pároco, geralmente chamado de vigário (vicar), reitor (rector) ou priest-in-charge. Raramente o pároco pode ser conhecido como perpetual curate ("cura perpétuo"). Em pelo menos um exemplo o sacerdote é conhecido oficialmente, por costumes históricos, como um archpriest  ("arquipadre"). Cada paróquia geralmente tem uma igreja paroquial, embora rara e historicamente possa ter mais de uma; se não existir um edifício próprio para as funções paroquiais, o bispo geralmente poderá classificar outro edifício como Centro Paroquial de Culto. Uma paróquia também pode ser formada por diversas chapels of ease. Igrejas paroquiais que não mais são utilizadas ('redundantes') podem existir em paróquias formadas pela fusão de duas ou mais paróquias, ou devido ao custo elevado de sua manutenção. Estas igrejas redundantes sobrevivem na forma de ruínas, ou foram convertidas para outros usos.